# Continuously computed impact point
Continuously computed impact point (CCIP) is een techniek die in militaire luchtvaartuigen gebruikt wordt om ongeleide projectielen zoals kogels, bommen en raketten beter te kunnen richten. Het punt van inslag wordt continu herberekend. Bij het berekenen van het traject wordt gebruikgemaakt van de vliegsnelheid, hoogte, vliegrichting en bewegingen van het toestel dat het wapen afvuurt en de ballistische eigenschappen van het wapen zelf. Voor wind kan moeilijk gecompenseerd worden vanwege meetproblemen.

## CCRP
Continuously computed release point (CCRP) is een techniek die alleen voor bommen gebruikt wordt en gaat nog een stap verder. Wanneer een doel germarkeerd is en er recht overheen gevlogen wordt, kan CCRP de bom automatisch op het goede moment laten vallen.

## Bron
1. ↑  Siouris, George M. 2004. "Missile Guidance and Control Systems", p. 303. ISBN 0387007261